# 錦本町
錦本町（にしきほんまち）とは、宮崎県宮崎市内の地名。中央東地域自治区に属している。郵便番号は880-0818。住居表示実施地域。

## 地理
宮崎市の中心部、宮崎駅高千穂口（西口）の北側に位置する。宮崎市街地の中心部の一角をなし、商業施設やマンションが立地する。
北方を江平東町、東方を下原町、柳丸町、南方を錦町、西方を江平中町、丸島町と接する。

## 歴史
- 1974年 - 牟田町・錦町・柳丸町をもって錦本町が成立。

## 世帯数と人口
2023年（令和5年）7月1日現在の世帯数と人口は以下の通りである。
| 町丁   | 世帯数  | 人口  |
| ------ | ------- | ----- |
| 錦本町 | 162世帯 | 277人 |

## 小・中学校の学区
市立小・中学校に通う場合、学区は以下の通りとなる。
| 町名   | 小学校             | 中学校               |
| ------ | ------------------ | -------------------- |
| 錦本町 | 宮崎市立江平小学校 | 宮崎市立宮崎東中学校 |

## 交通

### 鉄道
JR日豊本線が通過する。最寄りは宮崎駅。

### バス
宮交グループの運営するバスが営業している。

## 施設
- 宮崎県警察宮崎北警察署